# Diocesi di Listra
La diocesi di Listra (in latino Dioecesis Lystrensis) è una sede soppressa del patriarcato di Costantinopoli e una sede titolare della Chiesa cattolica.

## Storia
Listra, identificabile con le rovine nei pressi di Hatunsaray, nel distretto di Meram in Turchia, è un'antica sede episcopale della provincia romana della Licaonia nella diocesi civile di Asia. Faceva parte del patriarcato di Costantinopoli ed era suffraganea dell'arcidiocesi di Iconio.
Listra fu sede di un'antica comunità cristiana, le cui origini risalgono agli albori del cristianesimo. È citata sei volte nel Nuovo Testamento e fu visitata alcune volte da san Paolo, insieme all'apostolo Barnaba o a Sila. Secondo la tradizione, primo vescovo di Listra sarebbe Àrtema, discepolo dell'Apostolo, citato nella Lettera a Tito (3,12).
Sono cinque i vescovi documentati di questa antica sede episcopale: Paolo, che partecipò al concilio di Costantinopoli del 381; Plutarco, che assistette al concilio di Calcedonia del 451; Eubolo, che attorno al 630 scrisse un'opera polemica contro il patriarca giacobita Giovanni; e Basilio, che fu tra i padri del concilio di Costantinopoli dell'879-880 che riabilitò il patriarca Fozio di Costantinopoli. Nella prima metà dell'XI secolo è noto un anonimo vescovo di Listra, a cui Alessio Studita († 1043) affidò la riforma dei monasteri corrotti dall'eretico Eleuterio. A questi vescovi Le Quien aggiunge anche Tiberio, che prese parte al primo concilio ecumenico celebrato a Nicea nel 325, ma che in realtà era vescovo di Ilistra.
La diocesi è documentata nelle Notitiae Episcopatuum del patriarcato di Costantinopoli fino al XII secolo.
Dal XVII secolo Listra è annoverata tra le sedi vescovili titolari della Chiesa cattolica; la sede è vacante dal 3 luglio 1968. Il suo ultimo titolare è stato il beato Enrique Ángel Angelelli Carletti, vescovo ausiliare di Córdoba.

## Cronotassi

### Vescovi greci
- Àrtema †
- Paolo † (menzionato nel 381)
- Plutarco † (menzionato nel 451)
- Eubolo † (documentato nel 630 circa)
- Basilio † (menzionato nell'879)
- Anonimo † (prima metà dell'XI secolo)

### Vescovi titolari
- Timoteo Pérez Vargas, O.C.D. † (23 dicembre 1639 - 5 aprile 1651 deceduto)
- Epifanio de Neapoli, O.S.B. † (20 gennaio 1727 - ?)
- Philippe Gemayel † (dicembre 1767 consacrato - 1786 succeduto arcieparca di Cipro dei Maroniti)
- Gioacchino de Gemmis † (29 gennaio 1798 - 26 giugno 1818 nominato vescovo di Melfi e Rapolla)
- János Benyovszky † (28 agosto 1820 - 25 agosto 1827 deceduto)[10]
- Eleonoro Aronne † (22 luglio 1842 - 21 dicembre 1846 nominato vescovo di Montalto)
- Pio Bighi † (4 ottobre 1847 - 23 agosto 1853 nominato arcivescovo titolare di Filippi)
- Pietro de Villanova Castellacci † (30 novembre 1854 - 30 marzo 1855 nominato arcivescovo titolare di Petra di Palestina)
- José Ignacio Checa y Barba † (22 luglio 1861 - 6 agosto 1866 nominato vescovo di Ibarra)
- Concetto Focaccetti † (22 febbraio 1867 - 25 luglio 1873 nominato vescovo di Montefiascone)
- Domenico Bucchi-Accica † (22 dicembre 1873 - 13 dicembre 1880 nominato vescovo di Norcia)
- Gonzalo Canilla † (8 marzo 1881 - 18 ottobre 1898 deceduto)
- Antonio Ruiz-Cabal y Rodríguez † (14 dicembre 1899 - 14 novembre 1908 deceduto)
- Apollonio Maggio † (31 gennaio 1910 - 13 maggio 1910 nominato vescovo di Ascoli Piceno)
- Emilio Ferrais † (11 aprile 1911 - 22 giugno 1928 nominato arcivescovo titolare di Petra)
- Domenico Dell'Aquila † (27 giugno 1932 - 12 luglio 1942 deceduto)
- Edward Francis Hoban † (14 novembre 1942 - 2 novembre 1945 succeduto vescovo di Cleveland)
- Pietro Villa, M.C.C.I. † (25 marzo 1946 - 13 novembre 1960 deceduto)
- Beato Enrique Ángel Angelelli Carletti † (12 dicembre 1960 - 3 luglio 1968 nominato vescovo di La Rioja)